# Alejandro Dolina
Alejandro Ricardo Dolina (Morse, Provincia de Buenos Aires, 20 de mayo de 1944) es un escritor, músico, conductor de radio, de televisión, filósofo y actor argentino. Realizó estudios de derecho, música, letras e historia. Es principalmente conocido dentro y fuera de su país por sus obras literarias y su clásico programa radial La venganza será terrible.

## Biografía

### Infancia y juventud
Dolina nació en Morse, cerca de Baigorrita, en la provincia de Buenos Aires, y pasó su primera infancia en la localidad bonaerense de Caseros. Su madre, Delfa Virginia Colombo (1922-1994), era maestra. Su padre, Alejandro Antonio "El Bebe" Dolina, era el contador de Plavinil Argentina, empresa de materiales plásticos.
Cursó el bachillerato en el Colegio Nacional Nicolás Avellaneda. Estudió música y literatura desde la juventud. Tuvo diversos empleos. Se sabe que fue operario de ENTEL y estudiante de Derecho.
A los 22 años abandonó la carrera de Derecho y estuvo desempleado. En una fiesta conoció a Manuel Evequoz quien, interesado por la fina inteligencia y el humor de Dolina, trabó amistad y le consiguió trabajo en una agencia publicitaria. Esto significó su introducción en los medios de comunicación y el descubrimiento de su vocación en el ambiente. Dolina fue un gran amigo de Evequoz y en él está inspirado su personaje Manuel Mandeb. Evequoz pertenecía a Montoneros, fue secuestrado durante la dictadura de 1976 y desde entonces se encuentra desaparecido. El personaje fue creado mientras Evequoz vivía. No obstante, sus textos serían publicados en la década siguiente.
Desde su juventud fue aficionado al tango, a la filosofía y la literatura. La mujer tiene un rol fundamental en su discurso y se le atribuye la frase «todo lo que hago lo hago para levantar minas». La frase en verdad no le pertenece, sino que se la escuchó a Mario Mactas, quien a su vez dice haberla oído de Alejandro Saint Germain. Dolina retoma esta afirmación en su obra Lo que me costó el amor de Laura (1998): «Se ha dicho que el hombre hace todo lo que hace con el único fin de enamorar mujeres».

### Publicidad y gráfica
A principios de la década de 1970, Dolina inició su carrera en publicidad y escribió artículos para Satiricón, una revista que, por medio del humor, comentaba temas de la política, sociedad y estilo de vida del momento. Durante este período trabajó con Carlos Trillo, quien también se dedicaba a la publicidad y se convertiría luego en un exitoso guionista de historietas.
En 1978, después de que la revista Satiricón fuese clausurada por la Junta Militar que gobernaba el país, Dolina comenzó a escribir para la revista Humor. Durante esos años, Dolina se dedicó a escribir sobre el honor, el amor, la amistad y hasta creó cierta mitología centrada en personajes como el Ángel Gris de Flores, el escritor ficticio Manuel Mandeb y otros. Esas historias fueron publicadas en el libro Crónicas del Ángel Gris en 1987 y más tarde transformadas en un musical. Estos personajes aparecerían en varios de sus libros posteriores.
En 2011 fue una de las voces de las piezas publicitarias del Banco Provincia.

### Radio
En 1975 hizo sus primeras participaciones radiales en Mañanitas nocturnas, programa de Carlos Ulanovsky y Mario Mactas que se transmitió por Radio Mitre. Interpretaba a un periodista llamado Gómez. Allí apareció por primera vez el personaje del Sordo Gancé, un músico improvisado, presente hasta hoy en las emisiones de La venganza será terrible.

"Hacía el equipo inmóvil, un periodista que andaba por el mundo cubriendo noticias, muy mal". En aquel ciclo, surgió el personaje del Sordo Gancé. "Siempre tocaba la misma canción: Milonga sentimental —recuerda Dolina— y lo echaban a patadas".

El 2 de abril de 1985 Dolina debutó en radio al conducir un programa que se emitía por Radio El Mundo, Demasiado tarde para lágrimas, junto a Adolfo Castelo.
Bajo el mismo nombre, el programa se trasladó en 1989 a Radio Rivadavia y, brevemente, durante 1991 (apenas un mes) a LRA Radio Nacional. Luego pasó a la radio Radio La Red, cambiando su nombre por El ombligo del mundo. Durante 1993 continuó en FM Tango bautizado, por motivos contractuales, como La venganza será terrible, llegando a Radio Continental (1994-2000 y 2002-2006), y Radio Del Plata, donde se transmitió solamente durante 2001 mientras, a la misma hora, Radio Continental emitía programas grabados de temporadas anteriores. A finales de 2006, el programa se trasladó a Radio 10, donde permanecería hasta fines de 2009. Desde febrero de 2010 a diciembre de 2011 se emitió por LRA Radio Nacional, con Patricio Barton todas las noches, y Gabriel Schultz y Jorge Dorio en forma alternada. A partir de enero de 2012 el programa se emite, ya sin Schultz, por Radio del Plata en dúplex con Encuentro. Por su trabajo en este programa Dolina ganó, en 1991, el Premio Konex al mejor conductor.
Su programa de radio fue líder en su franja horaria desde el primer año de emisiones, con un encendido superior a la mitad de los radio escuchas de todo el país. Considerado ya un clásico de la radiofonía del Río de la Plata, suele hacer presentaciones en vivo del programa incluso fuera de la Ciudad de Buenos Aires. Una de las últimas funciones de 2012 se llevó a cabo en el excine de Burzaco, donde la gente del partido de Almirante Brown y de los partidos aledaños llenó el recinto y al finalizar el evento lo ovacionó de pie. Según dice el mismo Dolina: «Es extraño cómo se sostiene una audiencia numéricamente tan grande en un país donde se supone que no se lee, cuando para entender mi programa al menos hay que haber hojeado dos libros».[cita requerida] Su labor diaria es tanto una invitación a la historia y la literatura como al surrealismo. Logra hacer prosa tanto de un fragmento de la Odisea como de un decálogo de consejos para quitar mejor las manchas de la ropa. Su capacidad de improvisación como narrador, actor y músico asombra día a día. En marzo de 2013, realizó un programa especial desde el Espacio Memoria y Derechos Humanos, donde funcionara la ex Escuela de Mecánica de la Armada.
En septiembre de 2016, renuncia a Radio Del Plata y Dolina aseguró que La venganza será terrible volvería en otra emisora. Desde el 16 de septiembre de ese año se emite el programa por Radio AM 750 en su horario habitual de la medianoche y a las 20, en el que se repite el programa de la medianoche anterior, denominado La Venganza, el eterno retorno de las ocho.
En agosto de 2024, el canal de stream argentino Blender anunció por sus redes que La venganza será terrible se emitirá en vivo todos los lunes.

### Literatura
Luego de Crónicas del Ángel Gris (1988), su libro más exitoso hasta el momento, publicó El libro del fantasma (1999), Bar del Infierno (2005) (colecciones de cuentos), Cartas marcadas (2012) (su primera novela) y Notas al pie (su segunda novela) (2021). En estos trabajos aborda temas históricos, filosóficos y costumbristas. De clara influencia borgeana, alterna la literatura fantástica (historias de ángeles, demonios, metamorfosis y milagros), el ensayo («Bovarismo descendente» en El libro del fantasma; «El otro infierno» en Bar del Infierno, entre otros) y el relato histórico («Elisa Brown», «Saint Germain», etcétera).

### Música
Dolina es cantor y compositor. En sus programas de radio y televisión siempre incluyó segmentos musicales. En 1990 adaptó las Crónicas y presentó la comedia musical El barrio del Ángel Gris. Recibió por ella el premio Argentores. En 1998, grabó su opereta Lo que me costó el amor de Laura junto a Mercedes Sosa, Sandro, Joan Manuel Serrat y Ernesto Sabato, entre otros. En 2002, adaptó algunos de sus viejos radioteatros y grabó Radiocine. En 2004 editó el CD Tangos del Bar del Infierno.

### Televisión
Protagonizó dos programas: La barra de Dolina (1989 por Canal 11, 1990 por ATC) y Bar del Infierno (2003, Canal 7). Además participó del programa Fuga de cerebros emitido hacia 1991 por el entonces canal ATC, junto a Lalo Mir, Elizabeth Vernaci y Manuel Wirzt.
Se emitió en 2011 por la señal del Canal Encuentro y luego por la Televisión Pública el documental ficticio Recordando el show de Alejandro Molina, escrito y protagonizado por Dolina bajo de la dirección de Juan José Campanella. Esta serie de trece capítulos de media hora contó con la participación de Ale y Martín Dolina, Patricio Barton, Gillespi, Coco Silly, Gabriel Rolón y Manuel Moreira, entre otros.

## Obra resumida

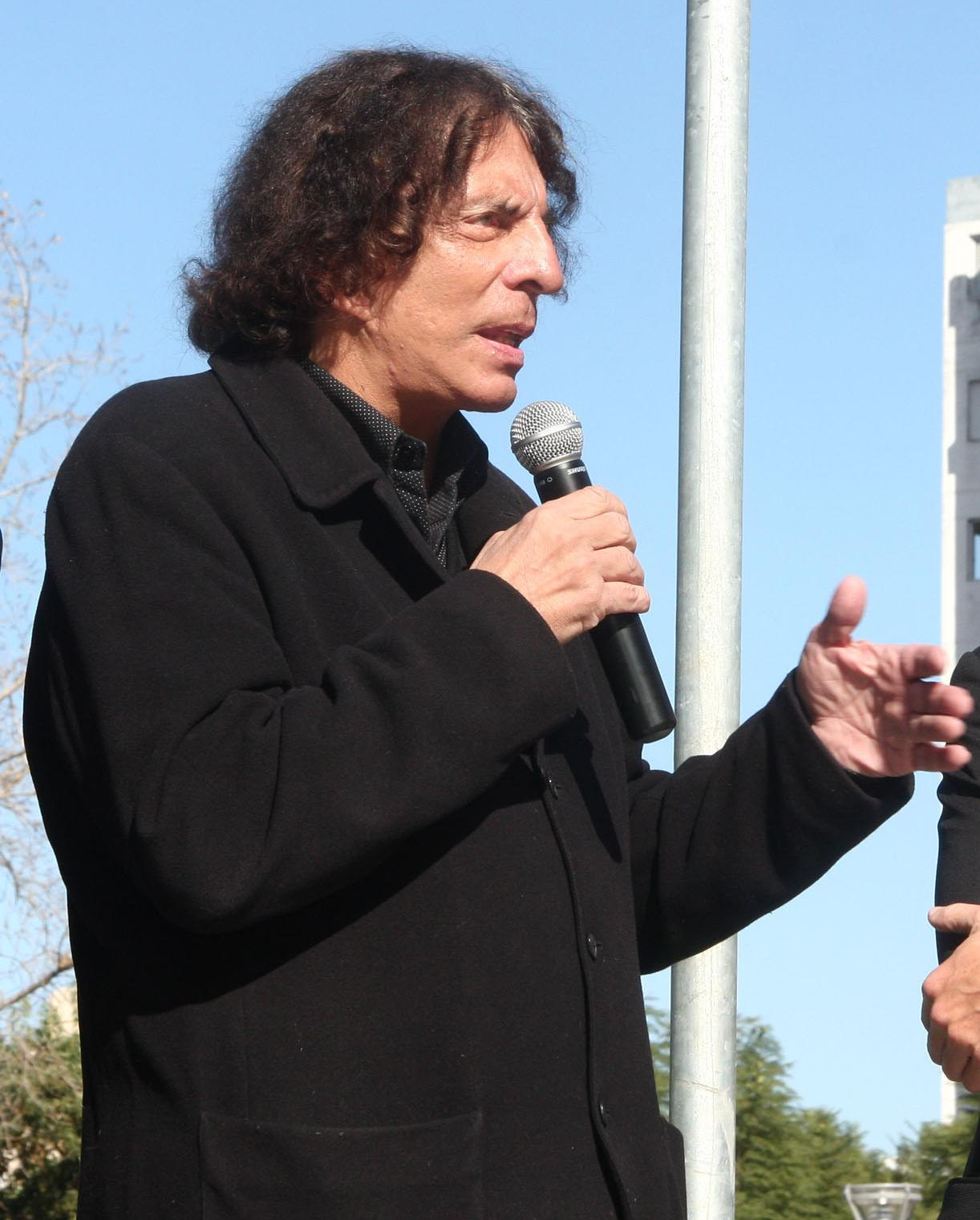
Dolina durante la inauguración de la plaza del Ángel Gris, Buenos Aires, 2010.

### Novela
- Cartas marcadas, Buenos Aires: Planeta, 2012
- Notas al pie, Buenos Aires: Planeta, 2021

### Relato
- 1988: Crónicas del Ángel Gris. Buenos Aires: Ediciones de la Urraca, con ilustraciones de Carlos Nine.
- 1996: Crónicas del Ángel Gris. Buenos Aires: Colihue, edición corregida y aumentada, con ilustraciones de Hermenegildo Sábat.
- 1999: El libro del fantasma. Buenos Aires: Colihue, con ilustraciones de Carlos Nine.
- 2005: Bar del Infierno. Buenos Aires: Planeta.

### Discografía
- 1998: Lo que me costó el amor de Laura
- 2002: Radiocine
- 2004: Tangos del Bar del Infierno

### Teatro
- 1990: El barrio del Ángel Gris
- 1991: Teatro de medianoche
- 2004: Bar del Infierno

### Radio
- 1972: Mañanitas nocturnas
- 1974: Barrilete (con Edgardo Suárez - Radio Argentina)
- 1975: Maratón 75 (con Juan Alberto Mateyko - Radio Belgrano)
- 1985: Qué extraño es este Mundo  (con Adolfo Castelo - Radio El Mundo)
- 1985-1991: Demasiado tarde para lágrimas (Radio El Mundo 1985-1988, Radio Rivadavia 1989-1990 y Radio Nacional 1991)
- 1992: El ombligo del mundo (FM Viva)
- 1993-presente: La venganza será terrible
- 2020: 100 años de radio (especial)

### Televisión
- 1977: La noche del padrino , junto a Antonio Carrizo y Adolfo Castelo (Canal 7)
- 1986: Rêves, bifteck et démocratie; Allons tous à Viedma; Tout est mort, je le sais. Serie de tres documentales de Françoise Prébois, France 3
- 1988-1990: La barra de Dolina (Canal 11)
- 1991: Fuga de cerebros (ATC)
- 1992: El ombligo del mundo  (ATC)
- 1999-2000: La venganza será terrible  (TVA)
- 2003: Bar del Infierno
- 2011: Recordando el show de Alejandro Molina.

### Cine
- 1988: Las puertitas del Sr. López, como Dios
- 1995: El día que Maradona conoció a Gardel
- 2004: Avellaneando, como entrevistado
- 2007: El arca, como Cachito (papel de voz)
- 2008: Ernesto Sabato, mi padre, como entrevistado

## Premios
- Premio Martín Fierro de Oro: Otorgado en 2022, por su labor en el año 2020[17]
- Premio Martín Fierro: 6 veces
- Premio Clarín: 4 veces
- Premio Argentores: 4 veces
- Premio Konex - Diploma al Mérito (1991)
- José Hernández
- Enrique Santos Discépolo
- Estrella de Mar
- Premios Éter
- TEA
- SADAIC
- Susini
- Arturo Jauretche
- Premio Lector de la Feria del Libro 2013, por su novela Cartas marcadas[18]

En 2001 obtuvo el nombramiento de Ciudadano Ilustre de la Ciudad de Buenos Aires. Asimismo, en 2003 fue declarado visitante ilustre de la ciudad de Montevideo, Uruguay.
El 11 de agosto de 2014, en la esquina de Curapaligüe y Sabattini en Caseros, se inaugura el "Paseo del Ángel Gris" en su honor.
El 18 de octubre de 2014 la Universidad Nacional de San Juan, a través de su rector y presidente del Consejo Superior, Oscar Nasisi, aprobó el otorgamiento del título doctor honoris causa a Alejandro Dolina.